# Латинская гамма
Ɣ, ɣ (гамма) — буква расширенной латиницы, символ МФА. Происходит от строчной формы греческой буквы гамма (γ).

## Использование
Буква ɣ была введена в МФА в 1931 году для обозначения звонкого велярного фрикатива взамен ранее использовавшейся ǥ. В 1989 году в МФА была введена надстрочная форма буквы (ˠ) для обозначения веляризации (ранее для этого использовалась тильда посередине, ◌̴).
Использовалась в Африканском алфавите, Африканском эталонном алфавите, Алфавите для национальных языков Бенина, Научном алфавите для языков Габона (версия 1989 года; в 1999 году заменена на gh) и в алфавитах африканских языков, основанных на них.
Также используется в латинском алфавите кабильского языка.